# 社会自由人文主义党
社會自由人道黨（羅馬尼亞語：Partidul Umanist Social Liberal, PUSL)，前称人文主义力量党（社会自由派）（羅馬尼亞語：Partidul Puterii Umaniste (social-liberal)），是罗马尼亚的一个人文主义政党。该党成立于2015年9月28日。该党的主席是Daniel Ionaşcu，秘书长是Liviu Neagu。该党的总部位于布加勒斯特。该党是社会主义者和民主人士进步联盟的成员。